# 1333

## Събития
- 19 юли – Битка при Халидон Хил